# Gádor Magda
Gádor Magda (Budapest, 1924. július 25. – Budapest, III. kerület, 2022. július 24.) Munkácsy Mihály-díjas (2000) magyar szobrászművész. Férje Nagy Sándor szobrász.

## Élete
Szülei: Gádor István keramikus és Réczei Erzsébet énekesnő volt. 1949–1954 között a Képzőművészeti Főiskola hallgatója volt, ahol Mikus Sándor, Pátzay Pál és Kisfaludi Strobl Zsigmond tanították. 1955 óta vesz részt kiállításokon. 1963-tól férjével dolgozik. 1971-ben valamint 1974-ben a Hajdúsági Nemzetközi Művésztelepen dolgozott.

## Művei
- Anyám portréja (1940)
- Felnéző (1945)
- Fekvő akt (1946)
- Proféta (1946)
- Emberpár (1947)
- Összefonódás (1947, 2001)
- Anya gyerekkel (1947)
- Ülő asszony (1947)
- Ülő fiú (1961)
- Ülő leány (1964)
- Ülő nő (1964)
- Díszkút (1965, 1978)
- Madarak (1966, 2000)
- Fekvő anya (1967)
- Művészet (1968)
- Nagy Sándor portréja (1970)
- Ivókút (1974)
- Találkozás (1974)
- Fenyegetés (1975)
- Térplasztika (1976, 1978)
- Bálvány (1977)
- Nap (1977)
- Ritkuló sor (1978)
- Föld és ég (1978)
- Nap, hold, csillagok (1978)
- Mágia (1979)
- Szembenállás (1980, 2003)
- Evolúció (1980)
- Csúcson (1988)
- Civilizáció (1989)
- Megtört lendület (1990)
- Gádor István-emléktábla (1991)
- Égtájak (1992)
- Megkötözve (1994)
- Szétválás (1994)
- Gépállat (1995)
- Ősállat (1995)
- Küzdelem (1995, 1997-1998)
- Madár (1995)
- Ballada (1995)
- Tenger (1996)
- Vitatkozás (1996)
- Vélemények (1996, 2003)
- Európa elrablója (1997)
- Világ tetején (1997)
- Rágalom (1997)
- Átváltozás (1997)
- Lídérc (1997)
- Harc (1997)
- Együtt (1998, 2003)
- Labirintus (1998)
- Torzó (1998)
- Fontolva haladó (1998)
- Győztes (1998)
- Paripa (1998)
- Karnevál (1998)
- Hullámzás (1999)
- Alkony (1999)
- Felszálló (1999)
- Lángolás (1999)
- Védelem (2000)
- Őskor (2000)
- Kiáltó (2000)
- Áramlás (2000)
- Feketén-fehéren (2000, 2003)
- Ellentét (2001)
- Mozgás (2002)
- Szabadulás (2002)
- Halak (2002)
- Lebegés (2002)
- Összetartozás (2003)
- Sorban (2003)
- Visszanéző (2003)
- Indulás (2003)
- Beszélgetők (2003)
- Kétfejű (2003)
- Párbeszéd (2003)
- Repülés (2003)
- Egyetértés (2003)
- Menekülés (2003)
- Veszélyben (2003)
- Harcban (2003)
- Konok és szomorú (2003)
- Tévelygő
- Szobrászportré

## Kiállításai
| - 1967 Fényes Adolf Terem - 1971 Vay Ádám Múzeum - 1974 Kulturális Kapcsolatok Intézete - 1977 Helikon Galéria - 1980 Óbudai Pincegaléria - 1984 Nagy Balogh János Terem - 1990 Vigadó Galéria - 1993 Nyitott Műhely - 1996, 2002 Dorottya Galéria - 1997 Csepeli Kék Iskola - 2001, 2006 Körmendi Galéria - 2002 Nyíregyháza - 2003 Árkád Galéria, Hajdúszoboszló - 2005 Békásmegyeri Evangélikus Templom - 2007 Renée-ház - 2008 Bartók 32 Galéria | - 1947 Alkotás Művészház - 1955 Ernst Múzeum - 1958, 1969, 1971, 1978, 1989, 1995, 1997 Műcsarnok - 1960 Csók Galéria - 1965 Százados úti művésztelep - 1968 Berlin - 1974 Magyar nemzeti Galéria - 1994 Vigadó Galéria - 1996 Dorottya Galéria |

## Díjai
- Káplár Miklós-emlékérem (1972)
- a Magyar Alkotóművészek Országos Egyesületének díja (1996)
- a nemzetközi szobrászrajz-biennálé díja (1996)
- Laborcz Ferenc-díj (1999, 2005)
- Szobrászkoszorú (2004)
- Kerényi Jenő-díj (2011)